# Aerinó
Aerinó (Aerino) är en ort i Grekland.   Den ligger i prefekturen Nomós Magnisías och regionen Thessalien, i den centrala delen av landet, 170 km nordväst om huvudstaden Aten. Aerinó ligger 222 meter över havet och antalet invånare är 500.
Terrängen runt Aerinó är huvudsakligen kuperad, men den allra närmaste omgivningen är platt.  Närmaste större samhälle är Volos, 16,2 km öster om Aerinó. 